# ミルトン・キャンベル
ミルトン・グレイ・キャンベル (Milton Gray Campbell、1933年12月9日 - 2012年11月2日)は、アメリカ合衆国ニュージャージー州出身の陸上競技選手。1950年代を代表する十種競技選手であり、1952年ヘルシンキオリンピックと、1956年メルボルンオリンピックに出場。メルボルン大会の金メダルを含め2大会連続のメダルを獲得した選手である。
スポーツが万能であったキャンベルは、高校時代には陸上と水泳を行っていた。まだ高校生だった18歳のとき、1952年ヘルシンキオリンピックの十種競技の代表に選ばれ、銀メダル獲得。1956年メルボルンオリンピックでは、世界記録に肉薄する記録で、世界記録保持者であったレイファー・ジョンソンらに大差をつけ、金メダルを獲得した。
その後、キャンベルは、NFLのクリーブランド・ブラウンズなどでプレーした。
2012年11月2日、死去。78歳没。

## 主な実績
| 年   | 大会         | 場所                       | 種目     | 結果 | 記録 |
| ---- | ------------ | -------------------------- | -------- | ---- | ---- |
| 1952 | オリンピック | ヘルシンキ(フィンランド)   | 十種競技 | 2位  | 6975 |
| 1956 | オリンピック | メルボルン(オーストラリア) | 十種競技 | 1位  | 7937 |